# Henriettenpark (Leipzig)
Der Henriettenpark in Leipzig ist eine auf einer Industriebrache entstandene Grünanlage im Stadtteil Lindenau.

## Lage und Beschreibung
Der Henriettenpark erstreckt sich in südwest-nordöstlicher Richtung zwischen den Bebauungen der Lützner- und der Endersstraße und reicht von der Henriettenstraße bis an die Bebauung der GutsMuthsstraße. Das entspricht einer ungefähren Länge von 330 Metern. Die größte Breite ist 55 Meter. Die Fläche des Parks beträgt etwa 1,5 Hektar. Zugänge gibt es von der Lützner, der Enders- und der Henriettenstraße.
Ein gerader Hauptweg durchzieht die Anlage in voller Länge, begleitet von einem geschwungenen Längsweg und von Querwegen geschnitten. Der Hauptweg ist gepflastert und durch Betonelemente strukturiert, die an die früheren Gleise hier erinnern sollen.

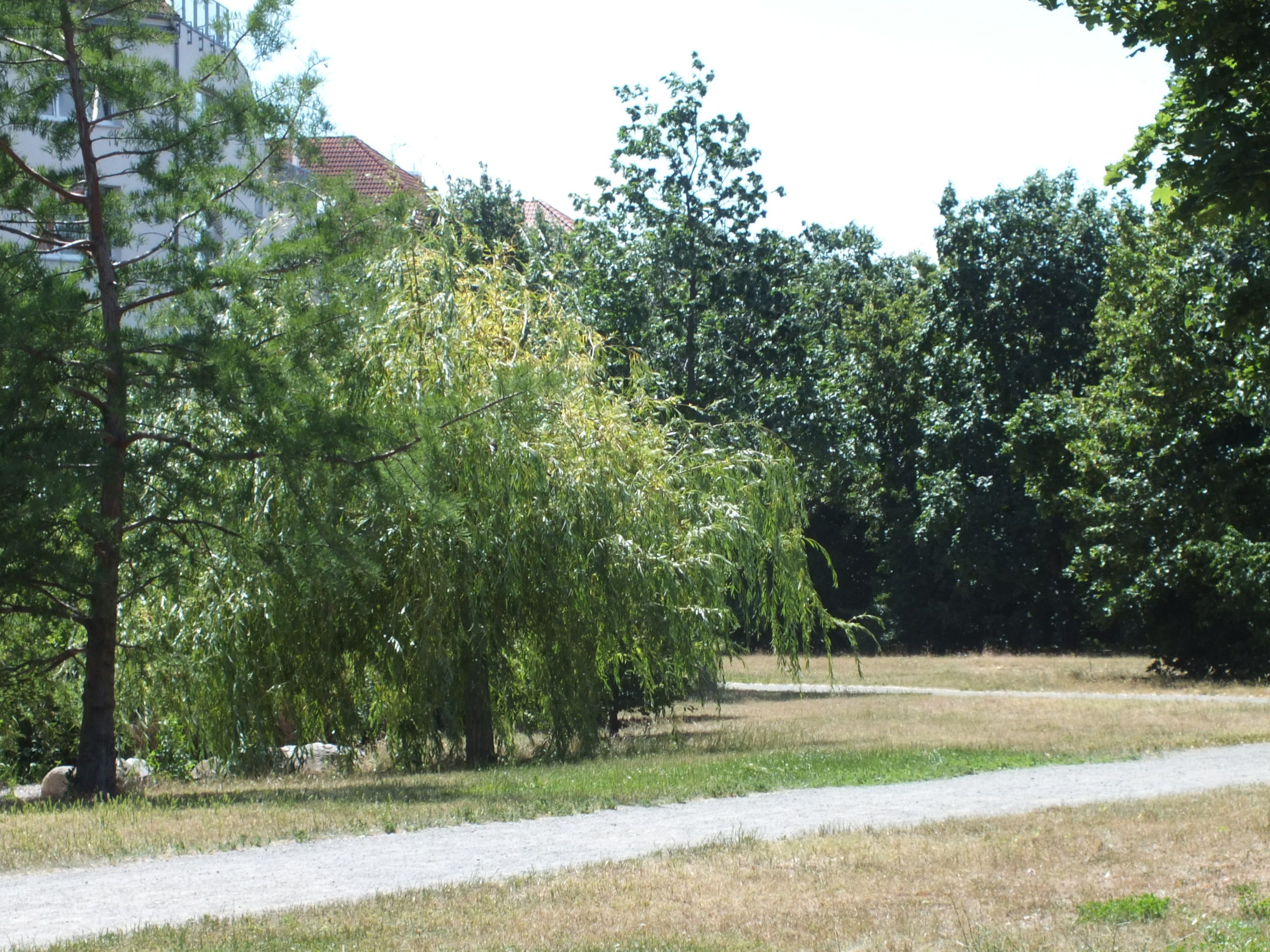
Baumgruppen (2020)
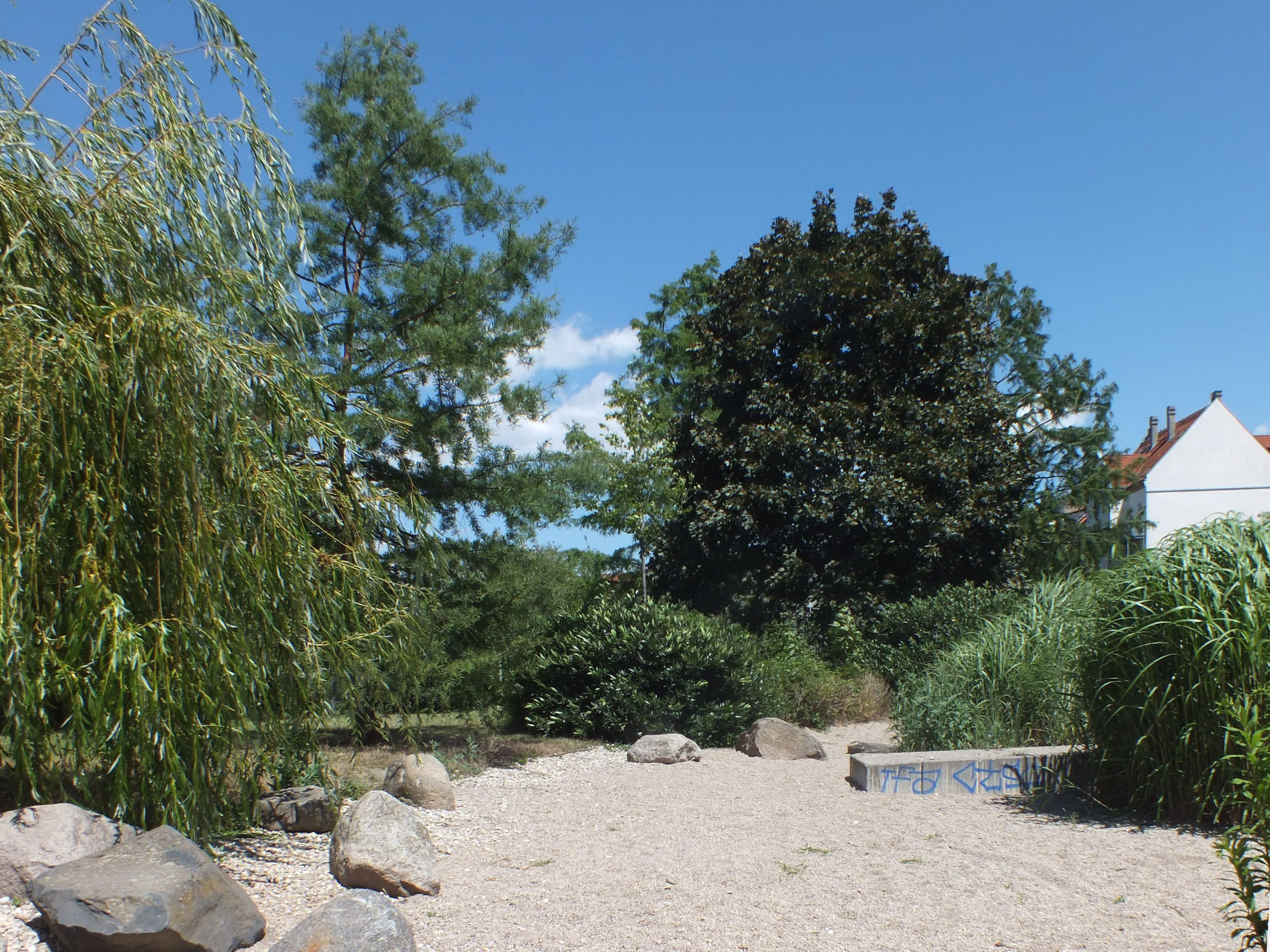
Kiesbett (2020)

Bäume und Sträucher bilden Gruppen oder stehen als Allee längs des Hauptwegs. Im offiziellen Stadtplan Leipzigs sind etwa 240 Bäume im Park eingezeichnet.  Im zitierten Park- und Gartenführer verteilen sich diese auf etwa zwanzig verschiedene Baumarten, wobei der Kugelahorn, eine Zuchtform des Spitzahorns, und verschiedene Eichenarten dominieren.
Gegenüber dem Zugang von der Lützner Straße ist ein Kiesbett mit feuchtigkeitsverträglichen Gräsern und Stauden angelegt, in dem sich bei starkem Niederschlag ein kleiner Teich bilden kann. Im nordöstlichen Drittel befinden sich Spieleinrichtungen für Kinder. Zur erhöhten Nordecke mit einem Pavillon führt eine breite Freitreppe. Der Höhenunterschied zum Weg entlang der Nordwestseite ist mit Stützmauern aus Drahtschotterkästen gestaltet.

## Geschichte

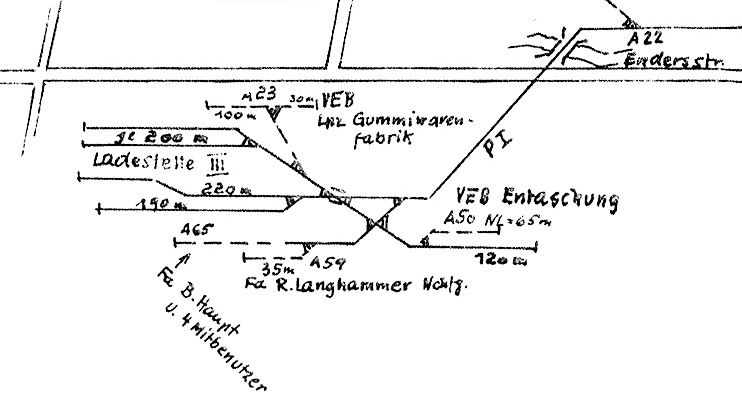
Ehemaliger Gleisplan für den Bereich des Henriettenparks

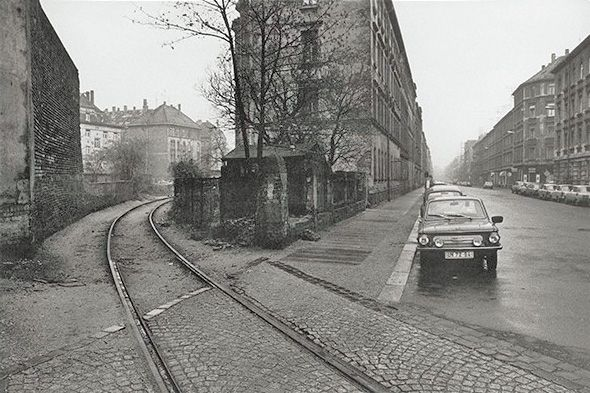
Stammgleis PI zum heutigen Henriettenpark, die Endersstraße kreuzend (1989)

Die Industriebetriebe auf der Südseite der Lützner Straße, darunter die 1873 gegründete Tapetenfabrik Langhammer und Söhne, hatten auf ihrer Rückseite Gleisanschlüsse zum Plagwitzer Industriebahnhof. Die Anschlüsse gehörte zusammen mit der öffentlichen Ladestelle III zu den 37 Industrieanschlüssen, die der Industriepionier Carl Heine bauen ließ. Die Ladestelle und Anschlussgleise wurden noch bis in die frühen 1990er Jahre bedient, danach verfiel das Areal.
Nach einer Konzeption des Städtischen Grünflächenamtes entstand von 1998 bis 2005 in diesem Bereich eine Grünanlage mit Spielplatz, die 2003 nach der angrenzenden Straße den Namen „Henriettenpark“ erhielt. Beim Wettbewerb zum Euro Cities Award 2007 in Porto belegte das Projekt einen zweiten Platz. An der Pflege des Parks beteiligt sich der Verein für Angehörige und Freunde psychisch erkrankter Menschen wege e. V.